# Omar Azziman
Omar Azziman, né le 17 octobre 1947 à Tétouan est un avocat, universitaire et conseiller royal marocain. 
Il est nommé par Mohammed VI comme président de la Commission consultative de la régionalisation (CCR) et comme président du Conseil supérieur de l’Éducation, de la formation et de la recherche scientifique (CSEFRS).

## Carrière
Il est depuis 1972, professeur à la faculté de droit de l'université Mohammed-V de Rabat et il enseigne dans plusieurs établissements nationaux et étrangers.
Entre 1993 et 1995, il est ministre délégué auprès du Premier ministre chargé des Droits de l'Homme dans les gouvernements Lamrani VI et Filali I. Il est ensuite nommé ministre de la Justice entre 1997 et 2002 dans les gouvernements Filali III, el-Youssoufi I et el-Youssoufi II.
Le 10 décembre 2002, il est nommé par le roi Mohammed VI, président du Conseil consultatif des droits de l'homme (CCDH).
Responsable de la Chaire Organisation des Nations unies pour l'éducation, la science et la culture (Unesco) pour l'enseignement, la formation et la recherche en matière des Droits de l'homme à l'Université Mohammed V depuis 1996, il mène, parallèlement, une carrière d'avocat-conseil et d'expert-consultant auprès de divers organismes gouvernementaux et non-gouvernementaux, nationaux et internationaux.
Il est également membre fondateur de plusieurs organisations non-gouvernementales actives dans le domaine des droits humains, comme l'Organisation marocaine des droits humains (OMDH), dont il avait été président.
Il a représenté le Maroc aux sessions annuelles de la Commission des Nations unies pour le Droit du commerce international, a accompli diverses missions diplomatiques notamment en Amérique latine.
Il est membre de l'Académie du royaume du Maroc depuis 1996, et président-délégué de la Fondation Hassan II pour les Marocains résidant à l'étranger depuis 1997.
Le 22 novembre 2004, il est nommé par le roi ambassadeur du Maroc en Espagne.
En mars 2007, il est désigné membre d'honneur de la Fondation Carlos III, en reconnaissance de son apport et sa contribution à l'entente entre le Maroc et l'Espagne.
Le 3 janvier 2010, il est nommé par le roi Mohamed VI, président de la Commission consultative de la régionalisation (CCR).
Le 29 novembre 2011, à la suite des élections législatives organisées le 25 novembre, remportées par le Parti de la justice et du développement, Omar Azziman est nommé conseiller au Cabinet royal.
Le 20 août 2013, il est nommé président délégué du Conseil supérieur de l’enseignement par le roi Mohammed VI en marge du discours commémorant le 60e anniversaire de la « Révolution du Roi et du Peuple ».

## Décorations
- Grand-croix de l'ordre du Mérite du Portugal
- Commandeur de la Légion d'honneur

Décoré en 1995 chevalier de l'ordre du Trône, il a été décoré également d'insignes de plusieurs pays, dont grand-croix de l'ordre du Mérite du Portugal (1998), commandeur de la Légion d'honneur de la République française (1999) et la grand-croix de l'ordre du Mérite civil du royaume d'Espagne (2000). Il est par ailleurs membre de l'Académie du royaume du Maroc.
Le 14 novembre 2006, il reçoit de l'organisation espagnole « Forum des Cadres supérieurs », une instance influente de réflexion et de dialogue, placée sous la présidence d'honneur du roi Juan Carlos Ier d’Espagne, le prix « Master d'or », donnant droit à l'accès à ce prestigieux cénacle qui regroupe près de 650 personnalités influentes dans différents domaines allant du politique au culturel en passant par l'économie, les affaires, l'Université, les forces armées et l'Église, en Espagne.